# Аменемхет I
Аменемхет I — давньоєгипетський фараон, засновник XII династії.

## Життєпис
Прихід Аменемхета до влади було передбачено у так званому «Пророцтві Неферті». У тому тексті, що ніби належить до доби Стародавнього царства, жрець Неферті, мудрець родом з Геліополя, служитель богині Баст радив фараону Снофру покласти край засиллю іноземців у Єгипті, що допоможе попередити заколот, який, утім, буде придушений завдяки царю-відновнику Амені (скорочене ім'я засновника XII династії Аменемхета I), який мав прийти з півдня.
Єгиптологи вважають, що Аменемхет I походив зі звичайної родини. Написи з Карнака повідомляють про «батька бога» Сенусерта («богом» називали чинного фараона), як про батька Аменемхета I; однак нічого не повідомляють ані про його походження, ані про його майновий стан. У «Пророцтві Неферті» мати Аменемхета Нофрет названа «жінкою з Та-сеті» (I ном Верхнього Єгипту), можливо, вона була навіть нубійкою, бо у пророцтві вона названа тією, яка прийшла з півдня.
Ім'я Аменемхета («Амон попереду» або «Амон на чолі») каже про відданість богу Амону, до того часу незначному богу невідомого походження, який, імовірно, затвердився в області Фів приблизно за часів XI династії, й до моменту приходу до влади Аменемхета витіснив Монту, верховного бога Фів. Таким чином можна дійти висновку, що Аменемхет походив з Верхнього Єгипту. Аменемхет прийняв додатковий титул «Уехем-месует» («Той, хто повторюється народженнями» або «Той, хто повторюється у нащадках»), передбачаючи, що він був родоначальником нової династії. Але в той же час Аменемхет I, імовірно, мав родинні зв'язки з XI династією. Принаймні, члени XII династії вважали Антефа II Великого за свого пращура.
Серед істориків немає єдиної думки щодо приходу Аменемхета до влади. Можливо, візир Ментухотепа IV, останнього царя XI династії, який мав ім'я Аменемхет, і фараон Аменемхет I були однією й тією ж особою. Кам'яна плита, знайдена поблизу з Каїром (у Лішті), містить імена як Ментухотепа IV так і Аменемхета I, з чого випливає, що Аменемхет міг бути співправителем в останні роки правління Ментухотепа IV.

### Внутрішня політика
З іншого боку, існують дані про те, що Аменемхет I зайняв престол не без боротьби; принаймні було подолано двох претендентів. З напису його сподвижника Хнумхотепа, який надалі став номархом XVI ному Верхнього Єгипту, відомо, що йому довелось когось «вигнати з Єгипту» й мати справу з неграми та азіатами. Один з претендентів на престол, Сегерсенті, походив з Нубії. Він мав підтримку південних царств, переховувався в Нубії, тому Аменемхет був змушений відрядити Хнумхотепа з його флотом вверх Нілом до Елефантини, намагаючись виявити заколотників. Не виключено, що Сегерсенті був родичем Аменемхета чи виховувався разом із ним. Свого сподвижника Хнумхотепа I Аменемхет зробив номархом у відокремленому з цією метою номі Махедж.
Аменемхет, з одного боку, спирався на знать, а з іншого — успішно боровся з сепаратизмом номархів, явно замінював правителів на місцях: в Елефантині, Ассіуті, Кусаї тощо.
Внутрішня політика Аменемхета була спрямована на послаблення влади місцевих правителів, які за часів Першого перехідного періоду керували своїми територіями, ймовірно, з необмеженими повноваженнями. Й лише тих вельмож, які присягнули на вірність засновнику нової династії, він усіляко возвеличував.

### Заснування нової столиці
Бажаючи позбавитись впливу фіванських жерців, які підтримали нового фараона у його боротьбі за трон, а також для того, щоб перебувати поближче до азійських кордонів, Аменемхет I переніс столицю з Фів до нового міста, яке було засновано на південь від старої столиці, Мемфіса, десь поряд із Фаюмською оазою. Фараон обрав таке місце, де він легко міг контролювати як Верхній, так і Нижній Єгипет. Назвав він своє місто — Іті-тауї («Той, що захопив обидві землі»). Факт, що він не повернувся просто до Мемфіса, а навмисне обрав нову ділянку для своєї столиці, вказує на те, що він бажав дистанціюватись від раніше встановлених центрів влади, не бажаючи возвеличити жодного з них.
Місцезнаходження того міста нині не встановлено, але воно, безумовно, розташовувалось десь поряд з пірамідою Аменемхета в Лішті. Судячи з ієрогліфа квадратної фортеці із зубчастими стінами, що завжди супроводжує ієрогліфічне написання назви нової столиці, вона була сильною фортецею, свого роду військовим центром країни. Аменемхет щедро прикрасив місто та збудував там палац.

### Запровадження практики співправителів
Найважливішим діянням Аменемхета було запровадження практики співправителів. Оскільки серед наближених до нього посадових осіб виникла змова, яка зайшла настільки далеко, що на особу царя було скоєно збройний напад вночі у його спальні, тож фараон був змушений витримати сутичку з нападниками.
Невдовзі після того випадку Аменемхет призначив свого сина Сенусерта I співправителем (20-й рік правління Аменемхета). Вони поділяли трон упродовж 10 років, до самої смерті Аменемхета.
Такий звичай продовжували зберігати упродовж всього правління XII династії. Аменемхет спробував передати сину навички мистецтва бути царем у так званому «Повчанні Аменемхета», в чому мав значні успіхи. Сенусерт I став одним з найвеличніших правителів Єгипту.

### Військові походи

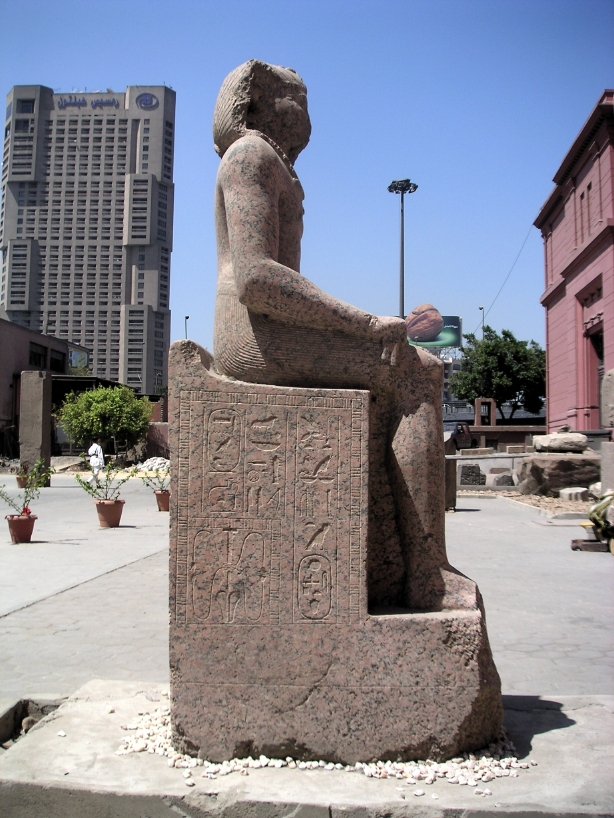
Статуя Аменемхета I

Багато написів та свідчень з папірусів підтверджують той факт, що цар Аменемхет I був войовничим правителем. Значну увагу він приділяв війні з азійськими племенами на північно-східному кордоні Єгипту. Він відтіснив бедуїнів від Дельти й посилив там кордон новою фортецею, що отримала назву «Стіни повелителя». Там було розміщено сильний гарнізон, щоб контролювати пересування між Єгиптом та Азією. Точне місцезнаходження та природа тих «Стін» не відомі, але вони згадуються й у «Пророцтві Неферті», і у «Сказанні про Сінухета», показуючи, що більш пізні покоління розглядали їх як одну з найважливіших особливостей правління Аменемхета.
Написи, датовані 24-м роком правління Аменемхета й 4-м роком правління Сенусерта, кажуть, що єгипетський полководець Нессумонту здійснив похід на Синайський півострів проти «жителів пустелі», племен херіуша й ментіу та «винищив їхнє житло». Про те, що фараон Аменемхет I виявляв цікавість до східної пустелі, свідчить стела з його іменем, знайдена на узбережжі Червоного моря біля Джебель Зейт. Вже у той час там існувало тимчасове поселення єгиптян. Люди, які там проживали, видобували нафту й бітумну масу, залишки якої збереглись дотепер. Єгиптяни використовували ї у суднобудуванні та, можливо, під час здійснення ритуалів.
На 29-му році правління Аменемхета єгипетська армія провела переможний похід до Нубії. Виходячи з напису, вирізаного на скелі при вході до ущелини Гіргагу, до якої веде дорога від Короско, єгиптяни розгромили область Вават та взяли там багату здобич і немало полонених. З інших написів відомо, що до країни Вават можна прибути не лише сушею, але й морем.
Наприкінці царювання Аменемхета його син Сенусерт здійснив великий похід до Лівії з метою угону худоби та взяття військовополонених.

### Будівництво
За часів його правління посилився вплив культу бога Амона. Однак, незважаючи на відданість тому богу, Аменемхет не залишив по собі багато пам'ятників в області Фів. Хоча можливо, якесь святилище Амона у Фивах він і заснував, звідти походить його статуя з рожевого ассуанського граніту. Шануючи Амона, Аменемхет не забував і храму Пта у Мемфісі.
Будівельна діяльність Аменемхета засвідчується в Коптосі, Бубастісі й Гермонтісі.
Причини смерті Аменемхета I донині не відомі. Літературні пам'ятки вказують на те, що фараон реально остерігався убивства та, зрештою, ймовірно, став жертвою змови. Тим не менше, таку теорію приймають не всі єгиптологи.

## Піраміда Аменемхета I

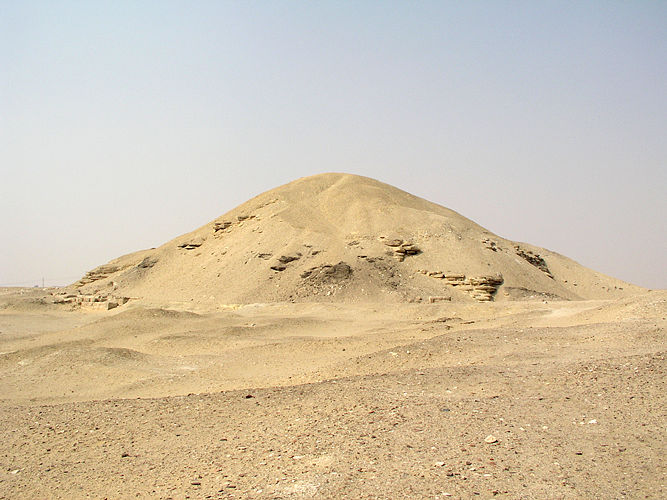
Руїни піраміди Аменемхета I

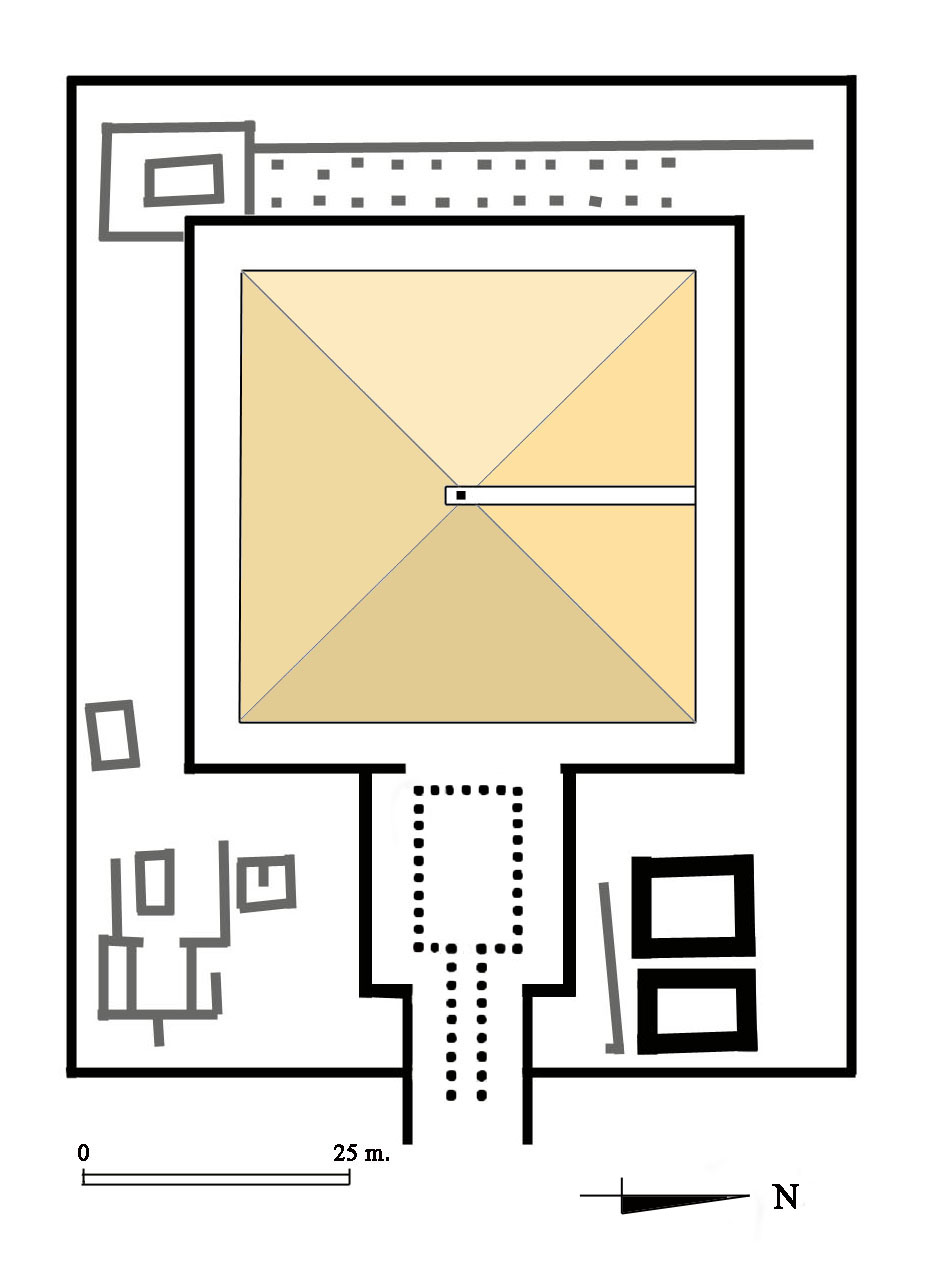
План комплексу піраміди Аменемхета I

Місцем свого поховання цар не обрав жоден з традиційних некрополів Стародавнього царства, а розмістив його у Лішті, на вході до Фаюма, неподалік від нової столиці. Піраміда Аменемхета називалась Ка-нофер («Висока й гарна»). Вона мала основу близько 80 × 80 м й сягала у висоту близько 55 м. Нині вона сильно зруйнована та має лише 15 метрів заввишки. Піраміда була складена з невеликих неправильної форми каменів, зміцнених кам'яним каркасом із добре підігнаних блоків. Зсередини піраміда оздоблена вапняковими блоками, більшість з яких було взято з руїн Стародавнього Царства у Гізі й Абусірі. Ззовні піраміда була оздоблена білим турським вапняком, який також було взято з більш давніх монументів.
Внутрішній устрій піраміди доволі простий, чим вона дещо відрізняється від стандарту Стародавнього царства. Вхід було розташовано, традиційно, в центрі північної сторони піраміди, на рівні землі. Коридор плавно спускався до вестибюля, розташованого в середині піраміди, нижче за рівень землі. Прохід туди було заблоковано величезними кам'яними блоками, що мали б перешкоджати розграбуванню могили. Від центральної палати вертикальна шахта веде до поховальної камери. Нині вона залита водою, що потрапила туди через якусь тріщину з Нілу.
Від заупокійного храму, розташованого на схід від піраміди на штучно створеній терасі, майже нічого не збереглось. Храм долини розкопано не було, оскільки він розташований нижче за рівень ґрунтових вод.
Комплекс оточували дві стіни: внутрішня — з вапнякових блоків — включала піраміду та заупокійний храм; зовнішню стіну було збудовано з цегли.